# Pandanus iceryi
Pandanus iceryi là một loài thực vật có hoa trong họ Dứa dại. Loài này được Horne ex Balf.f. miêu tả khoa học đầu tiên năm 1877.